# Langen (buurtschap)
Langen is een buurtschap (boerschap) in de gemeente Lochem in de Nederlandse provincie Gelderland. Samen met de buurtschappen Nettelhorst en Zwiep beslaat het een gebied van 1339 ha. en heeft het ruim 400 inwoners. Later vormde Nettelhorst samen met de buurschap Langen de marke Nettelhorst-Langen. Langen is eerder ontgonnen dan Nettelhorst, al in de 8ste of 9de eeuw.

## Geschiedenis
In de buurtschap woonden meerdere landgoedeigenaren. Zij woonden op Huize Langen, 't goed Reinering later De Cloese genoemd, huis Diepenbroeck, het edelmanshuis Karssenberg en Huis Keppel. Het belangrijkste huis was Huize Langen dat een havezate werd. 
Uit het Register van de Leenakten van het Kwartier van Zutphen blijkt dat er oorspronkelijk sprake was van een marke Langen of Langermark. In 1403 wordt het goed Nettelhorst genoemd als gelegen in der buyrschap van Lange. In de pondschattingsrekening van 1494 worden Langen en Nettelhorst als één buurtschap genoemd. 
Rond 1600 werd Reinier van Keppel heer van Langen. Hij was gehuwd met Catharina van Heeckeren, dochter van Evert van Heeckeren van Nettelhorst. Voor de buurtschap Langen was hij degene die de zaken van de marke regelde. Het geslacht Van Keppel zou dat tot einde 17de eeuw blijven.
Stad: Lochem     
Dorpen: Almen · Barchem · Eefde · Epse · Exel · Gorssel · Harfsen · Joppe · Laren

Buurtschappen: Ampsen · Armhoede · Groot Dochteren · Klein Dochteren · Kring van Dorth · Nettelhorst, Langen en Zwiep · Oolde · Quatre Bras · De Schoolt

Gelderland: Steden en dorpen in Gelderland      Nederland: Provincies · Gemeenten